# Radu Petrescu
Radu Petrescu (n. 31 august 1927 – d. 1 februarie 1982) a fost un prozator român, membru al grupului de la Târgoviște. Este considerat unul dintre precursorii școlii postmoderniste  românești, precum și unul dintre cei mai mari autori români de jurnale.
Radu Petrescu face parte din așa-numita „Școală de la Târgoviște”, alături de Mircea Horia Simionescu, Costache Olăreanu și Tudor Țopa. A debutat în 1970 cu romanul Matei Iliescu, dar s-a consacrat postum, devenind un model pentru prozatorii tineri, pentru generația optzecistă.
A absolvit în 1951 Facultatea de Litere a Universității din București.
Diarist înfocat ca toți ceilalți membri ai școlii de la Târgoviște a ținut permanent un jurnal, încă din timpul liceului. Trei volume au fost deja publicate, Ocheanul întors, Părul Berenicei și A treia dimensiune, ultimul fiind publicat postum. Editura Humanitas a publicat varianta integrală a Catalogului mișcărilor mele zilnice.
Este considerat unul dintre precursorii școlii postmoderniste din România prin transformarea notațiilor de jurnal în fapte tipice oricărei proze ficționale. Romanul Matei Iliescu inserează numeroase pagini de jurnal, combinându-le exemplar cu discursul obiectiv.
Radu Petrescu a fost înmormântat la Mănăstirea Cernica.

## Receptări postume
Unii critici actuali (ca Ion Bogdan Lefter) s-au ocupat de recrearea unei imagini mai complete a lui Radu Petrescu, mizând pe valoarea sa incontestabilă de prozator de tip flaubertian.

## Scrieri
- Matei Iliescu, roman, (1970)
- Proze, (1971)
- O singură vârstă, (1975)
- Ce se vede, (1979)
- Ocheanul întors (1977)
- Părul Berenicei (1982)
- Meteorologia lecturii (1982)
- A treia dimensiune (1984)
- Catalogul mișcărilor mele zilnice (1999)
- Ocheanul întors (Caiet jurnal, 1956), (2001)
- Prizonier al provizoratului  (Jurnal 1957-1970), (2002)
- Jurnal, ediție integrală (Editura Paralela 45, Pitești, 2014)